# Фредерік Голмен (плавець)
Фредерік Голмен (англ. Frederick Holman, 1 березня 1885 — 23 січня 1913) — британський плавець.
Олімпійський чемпіон 1908 року.